# Bad Nauheim
Bad Nauheim er en mindre by 35 km. nord for Frankfurt am Main i Tyskland.
Byen er oprindeligt kendt for sine saltholdige kilder, der har været anvendt til helsebringende bade, – deraf førstedelen af bynavnet.
Bad Nauheim har mange seværdige bygninger opført i Jugendstil, ikke mindst det imponerende Sprudelhof (bygget i årene 1905 – 1912) er værd at bemærke. De velholdte Jugendstilsbygninger har gjort, at Bad Nauheim som den første tyske by blev optaget i "Réseau Art Nouveau Network", som er et fællesskab for de mest interessante jugendstilsbyer i Europa.

## Elvis Presley i Bad Nauheim
Elvis Presley boede i Bad Nauheim mens han som soldat var udstationeret ved den 32. kampvognsbataljon, hjemmehørende på den amerikanske militærbase Ray Barracks i nabobyen Friedberg.
Fra begyndelsen, 6. oktober 1958, boede han midlertidigt på Hilbert's Park Hotel, men flyttede kort tid efter til Hotel Grünewald. Den dag i dag står hele 2. salen på Hotel Grünewald uforandret som da Elvis med sit følge beboede alle fire værelser, og det er muligt at bo på værelse 10, hvor Elvis selv boede og ofte stod på altanen og vinkede til sine fans.
De sidste 15 måneder af Elvis' ophold i byen boede han med hele sin nærmeste familie og venner i et lejet privathus i Goethestrasse 14. Det var her, Elvis den 13. september 1959 første gang mødte sin senere hustru Priscilla, som var datter af en kaptajn i den amerikanske hær, der gjorde tjeneste hos de udstationerede styrker i Wiesbaden.
Under sit ophold i Goethestrasse 14 lavede Elvis en lang række amatøroptagelser. Disse er senere udsendt af RCA på albums som fx "Platinum: A Life In Music" og "A Golden Celebration".
I 1995 blev et lille torv foran Hotel Grünewald omdøbt til "Elvis Presley Platz". Der er rejst et mindesmærke for Elvis på pladsen.

## Links
- Turistkontorets side om byen Arkiveret 22. oktober 2014 hos  Wayback Machine